# 山領健二
山領健二（やまりょう けんじ、1933年3月5日- ）は、日本の思想学者、神田外語大学名誉教授。

## 略歴
東京生まれ。東京大学文学部西洋史学科卒。評論活動ののち、神田外語大学教授を務め、2004年定年、名誉教授となる。思想の科学研究会会員。

## 著書
- 『転向の時代と知識人』三一書房 1978
- 『学校を閉ざすまい 戦後教育の記憶のために』彩流社 1996

### 共編著
- 『長谷川如是閑』人物書誌大系 編. 日外アソシエーツ 1984
- 『長谷川如是閑評論集』飯田泰三共編 岩波文庫 1989
- 『日本思想の可能性 いま…近代の遺産を読みなおす』鈴木正共編 五月書房 1994
- 『大庭柯公研究資料』山下武共編著 大空社 1995

## 論文
- <山領健二